# Joseph Canteloube

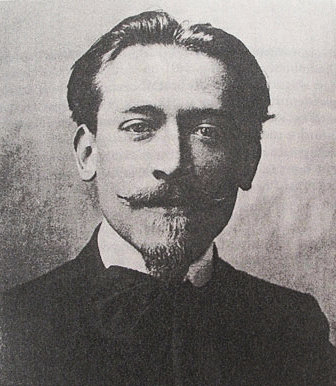
Joseph Canteloube

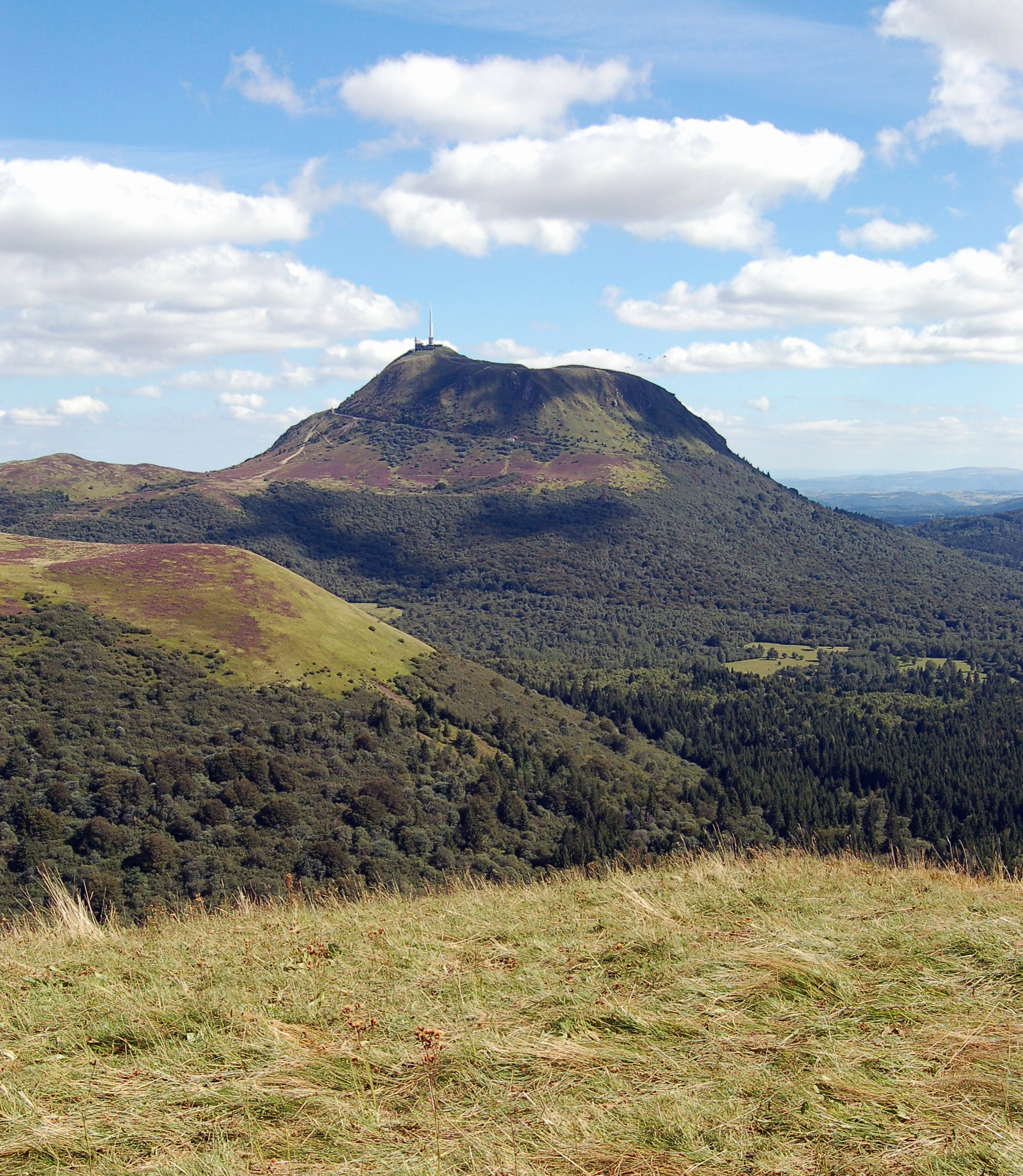
Böndernas liv i de vackra landskapen i Auvergne är ett grundtema i Canteloubes mest kända verk Chants d'Auvergne.

Marie-Joseph Canteloube de Malaret, född den 21 oktober 1879 i Annonay (Ardèche)  död den 4 november 1957 i Grigny (Essonne), var en fransk kompositör, musikolog och författare. Hans mest kända verk är Chants d'Auvergne, en samling tonsatta folksånger från hans hemtrakter i regionen Auvergne i Frankrike.

## Biografi
Joseph Canteloube föddes i en familj med djupa rötter i regionen Auvergne i Frankrike. Redan vid fyra års ålder fick han pianolektioner av Amélie Daetzer, som var vän till Frédéric Chopin. Efter att ha tagit sin studentexamen arbetade Canteloube på en bank i Bordeaux. Han återvände därefter till sitt hem i byn Malaret nära Annonay på grund av sjukdom. När han blev frisk igen, beslöt han att göra karriär inom musik i Paris. 1901 började han på  Schola Cantorum och var elev till Vincent d'Indy och Charles Bordes. Snart lärde han också känna Déodat de Sévérac, Isaac Albéniz och Albert Roussel.
1907 skrev Canteloube en svit för piano och violin i fyra satser med titeln Dans la montagne.  Andra betydande verk var Colloque sentimental för sång och stråkkvartett (1908), Eglogue d'Automne för orkester (1910), den symfoniska dikten Vers la Princesse lointaine (1912), Au Printemps för sång och orkester, och L'Arada ("Jorden"), en sångcykel i sex delar (1922).
Canteloubes första opera, Le Mas ("bondgård" på occitanska), med hans eget libretto, blev klar 1913. Den vann Prix Heugel 1925 och belönades med hundra tusen francs. Ledarna för Opéra-Comique i Paris var dock betydligt mindre entusiastiska än juryn. Operan hade premiär den 3 april 1929, men uppfördes bara ett fåtal gånger. 
 Vercingétorix, hans andra opera i fyra akter, var inspirerad av ett libretto om gallernas nederlag mot Julius Caesar skrivet av Étienne Clémentel och Hervé Louwyck. Den hade urpremiär på Opera Garnier den 22 juni 1933, men ansågs lida brist på dramatik.
År 1925 var Canteloube med och bildade en grupp kallad La Bourrée med syfte att tillvarata kultur och folkmusik från hans hemregion Auvergne. Canteloube själv tyckte att böndernas folkmusik nådde "samma nivå som den renaste konst i fråga om känsla och uttryck, om än inte till formen". Han komponerade flera musiksamlingar, bland annat Chants de Haute Auvergne, Religieux Chants d'Auvergne (Religiösa sånger från Auvergne) samt L'Hymne des Gaules som bygger på en dikt av Philius Lebesque.
Under den nazistiska ockupationen på 1940-talet uttryckte Canteloube sitt stöd för Vichyregimen och skrev i den monarkistiska tidningen "Action française".
Vid sidan av sin karriär som kompositör, arbetade Canteloube också med musikforskning kring traditionella franska folksånger. Han skrev även biografier om sin före detta lärare Vincent d'Indy (1949) och om Déodat de Sévérac (1950).

## Chants d'Auvergne
Det tog Canteloube mer än trettio år att slutföra sitt mest berömda verk, Chants d'Auvergne (Sånger från Auvergne) , en samling folksånger från Auvergne arrangerade för sopran och orkester. Sångerna är skrivna på det lokala språket occitanska. 
Passionerat, ibland till överdrift, speglar sångerna landskapen i Auvergne i frodiga orkestrala färger och har bidragit till att göra fransk folklore och folkmusik bättre kända.
Den mest kända av sångerna är "Baïlèro".
Den första inspelningen, med elva av sångerna, gjordes av Madeleine Grey 1930. Några av sångerna har senare blivit en del av standardrepertoaren för ett stort antal sopraner. Inspelningar har gjorts av bland andra Anna Moffo, Victoria de los Ángeles, Kiri Te Kanawa, Frederica von Stade, Sarah Brightman m. fl.